# 大原優乃
大原優乃（日语：／ Ohara Yuno，1999年10月8日—）是日本的女演員、寫真偶像、歌手、前Dream5舞者、伴唱  。鹿兒島縣出生，愛貝克思管理所屬藝人。身高154公分，血型A型，和寫真女星工藤美櫻同年同月同日生。

## 經歷
大原優乃是左撇子，身高154cm。

### Dream5時代
2009年，參加NHK教育頻道節目天才「天才兒童MAX」中「天才兒童MAX音樂單元（簡稱MTK）」的全國公開招募活動，通過選拔組成5人團體「Dream5」，當時只有9岁零8个月(小学4年级)的大原優乃參加選拔，在節目试音中胜出，被选为新组合“Dream5”的舞者和伴唱。同年11月4日，Dream5 CD出道，大原優乃以10岁零1个月的年龄在演艺圈出道，入團時為小學4年級，是全團中年紀最小的成員。Dream5以主攻學生歌迷為主，出道後初期不斷出席各種的學園祭活動，並開設各種網上渠道。2016年（當時為高中2年級）由於唱片公司宣布解散Dream5，大原優乃開始了以個人身份從事的演藝工作，成為了一名寫真偶像和女演員。

### 個人發展時期
2017年7月5日至9日，首次出演舞台剧《quantum dolls 2017》，並担任主演。而在电视剧方面，她參演了《99.9 不可能的翻案》（99.9 -刑事専門弁護士）第5集中扮演舞者的角色。
2017年6月12日，在集英社的人气男性杂志《週刊Playboy》中以寫真偶像身份出道。同年11月20日首次成爲了該雜誌的封面。2018年3月发售了第一本写真集《只有優乃》（由集英社出版），在3月份获得了亞馬遜日本写真集排行榜的第1名。在2018年間她登上了雜誌封面37次，是寫真雜誌界的第一。
2018年，以嘉宾身份，出席了日本电视台综艺节目《有吉反省会》4次（分別是2月3日、2月10日、11月24日及12月29日）。同年3月31日从神村学園高等部毕业，4月1日正式步入社會。
2019年，首次出演電影《你們全都很難搞！》（實寫映畫），雖然只是擔當配角，但卻使她後來獲得了不少的其他合作的機會。2019年3月4日（日本又稱當日為「雜誌之日」），大原獲選為2018年度第5屆「封面女郎大獎」中的總冠軍，成為該年度雜誌封面女郎次數最多的女性，共錄得37次。10月8日迎接20歲的生日，11月4日亦迎接了她從事藝能活動10周年紀念。

## 演出作品

### 電視劇
粉格為主演
| 電視劇名稱                         | 電視台     | 播放日期               | 角色       | 集數 |
| ---------------------------------- | ---------- | ---------------------- | ---------- | ---- |
| 《99.9 不可能的翻案》 SEASON II    | TBS        | 2018年2月11日          | 舞者       | 5    |
| 3年A班-從此刻起，大家都是我的人質- | 日本電視台 | 2019年1月6日－3月10日  | 辻本佑香   | 全劇 |
| 都立水商!令和~                     | MBS、TBS   | 2019年5月7日－6月25日  | 马渊百合   | 全劇 |
| 搖曳露營△                          | 東京電視台 | 2020年1月10日－3月26日 | 各務原撫子 | 全劇 |
| 搖曳露營△2                         | 東京電視台 | 2021年4月1日－6月17日  | 各務原撫子 | 全劇 |
| 汗水和皂香                         | 每日放送   | 2022年2月3日－3月31日  | 八重島麻子 | 全劇 |
| 減重50公斤的灰姑娘                 | Paravi     | 2022年8月12日－9月23日 | 佐伯陽芽   | 全劇 |
| 窮途末路的我們                     | 東京電視台 | 2023年6月28日－        | 雨宮鈴子   | 全劇 |

### 广播节目
- 大原優乃的Yunofy时间（2025年4月6日 - 、日本广播电台）

## 外部連結
- 大原優乃的Instagram帳戶
- 大原優乃的X（前Twitter）